# Joseph-Weber-Preis für astronomische Instrumentierung
Der Joseph-Weber-Preis für astronomische Instrumentierung wird von der American Astronomical Society an eine Person vergeben, die durch Entwurf, Erfindung oder wesentliche Verbesserung von Instrumentierung zum Fortschritt der Astronomie beigetragen hat. Er ist nach dem Physiker Joseph Weber benannt. Die Preise werden gewöhnlich eher für eine Laufbahn in der Instrumentenentwicklung als für ein einzelnes Gerät vergeben.

## Preisträger
- 2002 James E. Gunn
- 2003 Frank J. Low
- 2004 Thomas G. Phillips
- 2005 Stephan Shectman
- 2006 J. Roger Angel
- 2007 Harvey Moseley
- 2008 James R. Houck
- 2009 Peter Serlemitsos
- 2010 Donald Hall
- 2011 Edward S. Cheng
- 2012 Thijs de Graauw
- 2013 Keith Matthews
- 2014 Sander Weinreb
- 2015 Claire E. Max
- 2016 James J. Bock
- 2017 Ian S. McLean
- 2018 Rainer Weiss
- 2019 John D. Monnier
- 2020 Oswald Siegmund
- 2022 Michael Lesser, Peter Wizinowich
- 2023 Shouleh Nikzad
- 2024 Paul Goldsmith
- 2025 James Green